# Suore carmelitane missionarie di Santa Teresa del Bambin Gesù

La beata Maria Crocifisso Curcio (1877-1957), fondatrice dell'istituto

Le Suore Carmelitane Missionarie di Santa Teresa del Bambin Gesù sono un istituto religioso femminile di diritto pontificio: i membri di questa congregazione pospongono al loro nome la sigla S.C.M.S.T.B.G.

## Storia
La congregazione venne fondata a Ispica (Ragusa) dalla terziaria carmelitana Maria Crocifissa Curcio (1877-1957) che nel 1909, con alcune consorelle, iniziò a condurre vita comune nella casa paterna dove prese ad accogliere ed educare le fanciulle abbandonate: nel 1911 assunse la direzione del conservatorio di Modica.
Vistasi rifiutare dal vescovo di Noto l'autorizzazione a dare ufficialmente vita a un nuovo istituto, la Curcio ricorse all'aiuto di padre Alberto Grammatico, superiore provinciale dei Carmelitani di Sicilia. Il religioso la mise in contatto con un suo confratello romano Lorenzo van den Eerenbeemt, diventato cofondatore della congregazione, grazie al quale, il 3 luglio 1925, la Curcio poté trasferire la sua opera a Santa Marinella: il 16 luglio successivo la comunità venne aggregata all'Ordine Carmelitano.
Con il permesso del cardinale Antonio Vico, vescovo di Porto e Santa Rufina, la Curcio e le compagne iniziarono la vita regolare: il successore di Vico, Tommaso Pio Boggiani, il 13 aprile 1930 riconobbe il sodalizio come congregazione di diritto diocesano e ne approvò le costituzioni. Il titolo dell'istituto venne suggerito da papa Pio XI. Le Carmelitane Missionarie di Santa Teresa del Bambin Gesù ottennero il pontificio decreto di lode il 3 ottobre del 1963.
La fondatrice è stata beatificata il 13 novembre 2005.

## Attività e diffusione
Fine dell'istituto è l'istruzione ed educazione cristiana delle fanciulle del popolo, specialmente povere e abbandonate: le religiose svolgono il loro apostolato soprattutto nei piccoli centri e nelle zone rurali e in terra di missione.
Oltre che in Italia, le Carmelitane Missionarie sono presenti a Malta, in Canada, in Tanzania, nelle Filippine, in Brasile e in Romania; la sede generalizia è a Santa Marinella.
Al 31 dicembre 2005 l'istituto contava 302 religiose in 42 case.